# Lux Tenebrae
Ne doit pas être confondu avec In Tenebris.
Lux Tenebrae est un roman policier d'Éric Giacometti et Jacques Ravenne, publié en 2010. C'est le septième tome de la série des enquêtes du commissaire Antoine Marcas.

## Résumé
Été 2010. Le commissaire franc-maçon Antoine Marcas est plongé dans un profond coma après une blessure par balle. À son réveil, il ne se souvient de rien, hormis des cauchemars, de ce tunnel sans fin. Une Expérience de mort imminente... 
Lancé sur la piste de son agresseur, traqué par des fanatiques religieux, le frère Marcas remonte aux origines des rites d'initiation égyptiens. Pour comprendre, il va devoir à nouveau franchir les portes de la mort...

## Éditions
- Fleuve noir , 2010  (ISBN 226508851X)
- Pocket Thriller no 14595, 2011  (ISBN 2266211714)